# Rainbow Rowell
Rainbow Rowell (ur. 24 lutego 1973) – amerykańska pisarka książek dla młodzieży.